# Nikolaus II. von Pentz
Nikolaus II. von Pentz († 5. Januar 1482) war 1449–1479 Domherr in Schwerin, von 1455 bis 1474 Propst im Prämonstratenserinnenklosters Rehna und von 1479 bis 1482 Bischof im Bistum Schwerin.

## Leben
Am 13. März 1479 wurde der Domherr und Thesaurar des Domkapitels Schwerin Nikolaus II. von Pentz durch das Domkapitel zum neuen Bischof von Schwerin gewählt. Nikolaus von Pentz stammte aus der gleichnamigen mecklenburgischen Adelsfamilie. Über seine Eltern, seine Jugendzeit und seinen Bildungsgang gibt es nur wenige beweisbare Nachrichten. Er könnte der Sohn des Ritters Ulrich IV. aus dem Hause Redefin gewesen sein. Nikolaus Pentz findet man im Mai 1445 als Student an der Universität Rostock, wo er 1446 zum Baccalaureus promovierte.
Als Zeuge wurde er 1449 in einer Urkunde schon als Kanoniker des Schweriner Domkapitel genannt. Am 11. November 1455 erscheint Nikolaus von Pentz auch urkundlich als Propst des Prämonstratenserinnenklosters zu Rehna. Dieses Amt hatte er fast zwanzig Jahre inne, offenbar zur allseitigen Zufriedenheit sowohl der Nonnen selbst, die ihn gewählt hatten, wie der geistlichen und weltlichen Obrigkeit. Noch am 28. Dezember 1474 wurde er dort als Klosterpropst bezeugt. Er war zu dieser Zeit von 1474 bis 1479 auch Thesaurar im Schweriner Domkapitel.
Ob Herzog Balthasar als zeitweilig postulierter Administrator im Bistum Schwerin die Berufung Nikolaus von Pentz zum Thesaurar im Domkapitel veranlasst hatte, ist nicht bekannt. Immerhin ging er nach dem Ausscheiden Herzog Balthasars am 16. Februar 1479 aus dem Geistlichen Stand noch einmal für kurze Zeit zurück in das Prämonstratenserinnenkloster nach Rehna.
Der 4. Juni 1479 dürfte als Tag seiner päpstlichen Bestätigung anzusehen sein. Am 10. September übergab ihm das Domkapitel einen Hof zu Schwerin. Aber erst am 6. Januar 1480 ließ Nicolaus, van godes gnaden electus vnde confirmatus der kerken to Swerin von seinem Schlosse zu Bützow aus Einladungen zur Teilnahme an seiner auf den Tag Dorotheae (6. Februar) anberaumten Krönungsfeier ergehen. So ist der Sonntag, der 6. Februar 1480 als Tag der Bischofsweihe anzusehen.
Bischof Nikolaus wurde sowohl als gewesener Rehnaer Klosterpropst wie auch als Bischof gewürdigt. Er habe die Kirche ruhiglich regiert (ecclesiam traquille gubernavit) und ihr Vermögen zwar nicht gemehrt, aber auch nicht vermindert. Es bestand auch während seiner nur kurzen Regierungszeit kaum Gelegenheit zu großen Taten. Am 29. August 1481 widerrief er einen Vertrag mit den Bürgern Wismars wegen der Kapelle zum hl. Kreuz auf dem Kirchhof von Alt-Wismar.
Nach einer Verstimmung mit dem Herzog Magnus II. gab es eine Schuldverschreibung von 1000 Rheinischen Gulden. Diese eingegangene Verpflichtung löste erst einige Jahre später sein Amtsnachfolger Bischof Konrad Loste wieder ein.
Bischof Nikolaus starb infolge eines Schlaganfalls Anfang 1482 und wurde in der Stiftskirche zu Bützow bestattet.

## Siegel

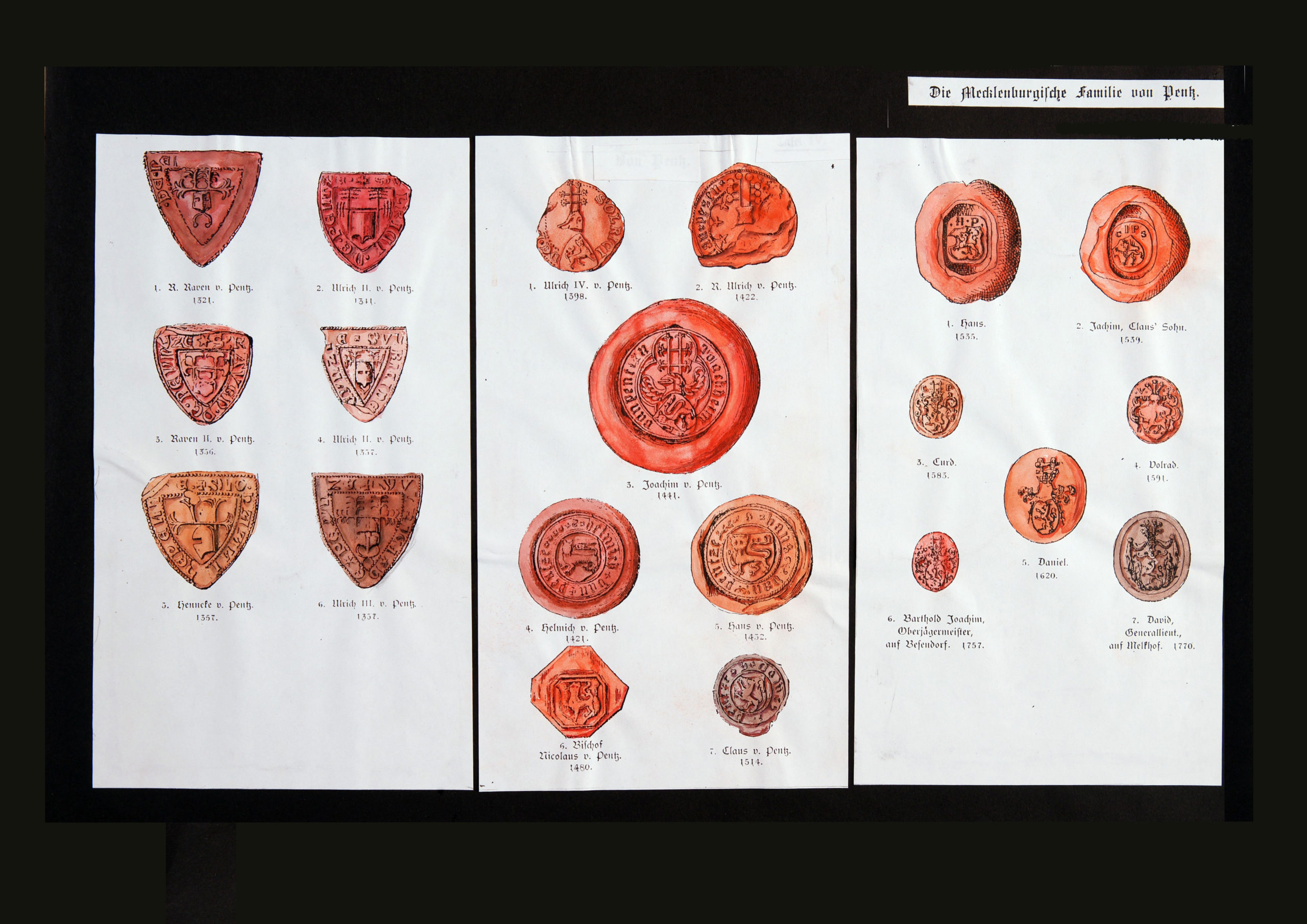
Wappengeschichte der Familie von Pentz, Wappen des Nikolaus II., Mitte unten links

Nikolaus II. von Pentz hatte einem Ringsiegel mit dem Pent'schen Löwen als Wappentier.
Das bischöfliche Siegel zeigt die Gottesmutter mit dem Jesuskind, unten verdeckt durch zwei Schilde, rechts den bischöflichen, links den Pentz'schen mit einem Bischofsstabe hinter dem herausschauenden Löwen.
Die Umschrift lautet: S' NICOLAI EPI SWERIN.
Das runde Bischofssiegel von Thalergröße auf roter Platte hängt an der in Bützow am 29. August 1481 ausgefertigten Originalurkunde, die sich im Wismarer Ratsarchiv, dem heutigen Stadtarchiv der Hansestadt, befinden soll.

## Bild

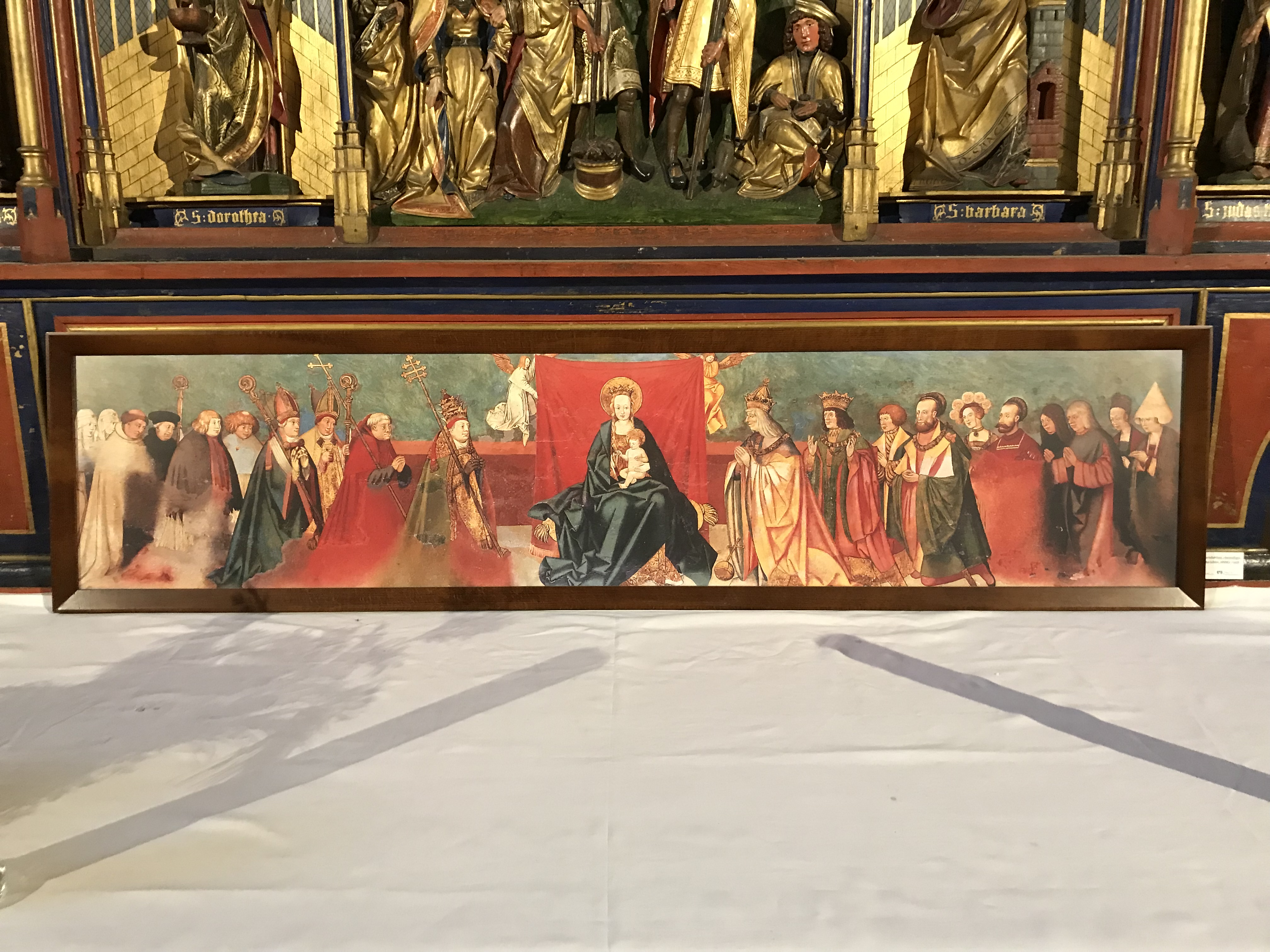
Predella im Kloster Rehna

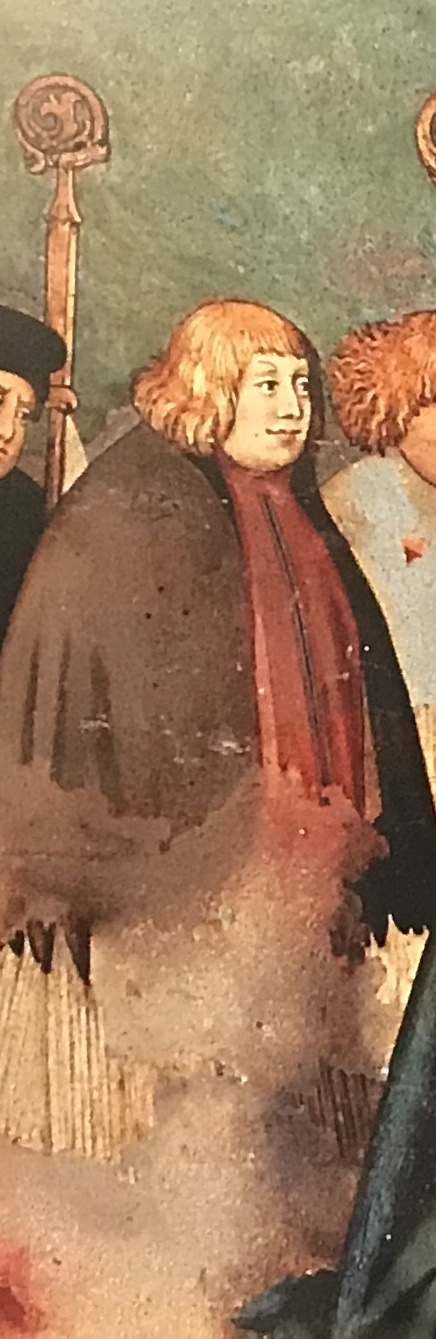
Dompropst Nikolaus v. Pentz, 1456, später Nikolaus II. v. Pentz, Bischof von Schwerin

Ein Bild Nikolaus II., noch als Domherr, ist auf der Predella des ehemaligen Hochaltars der Klosterkirche Rehna, der zur Zeit seiner Tätigkeit als Propst des Prämonstratenserinnenklosters angeschafft wurde, erhalten geblieben.

### Gedruckte Quellen
- Mecklenburgische Jahrbücher (MJB)